# Yamaguchi Hanroku
Yamaguchi Hanroku (山口半六) est un architecte japonais né le 29 septembre 1858 et mort le 23 août 1900. 

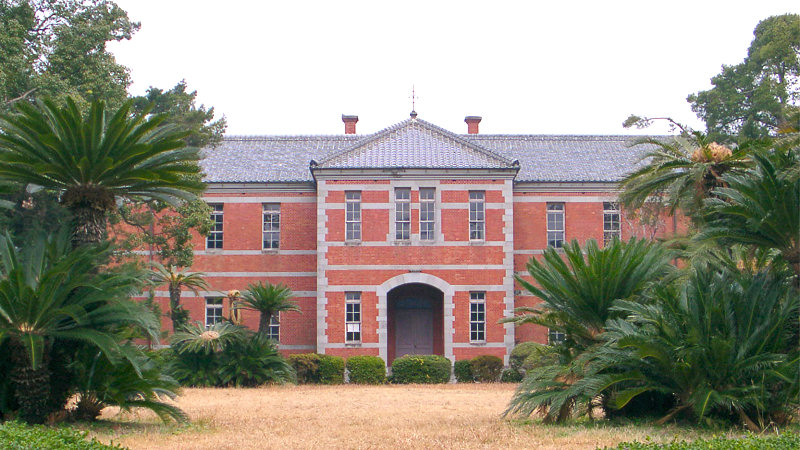
Lycée n°5 de Kumamoto, actuelle université de Kumamoto.
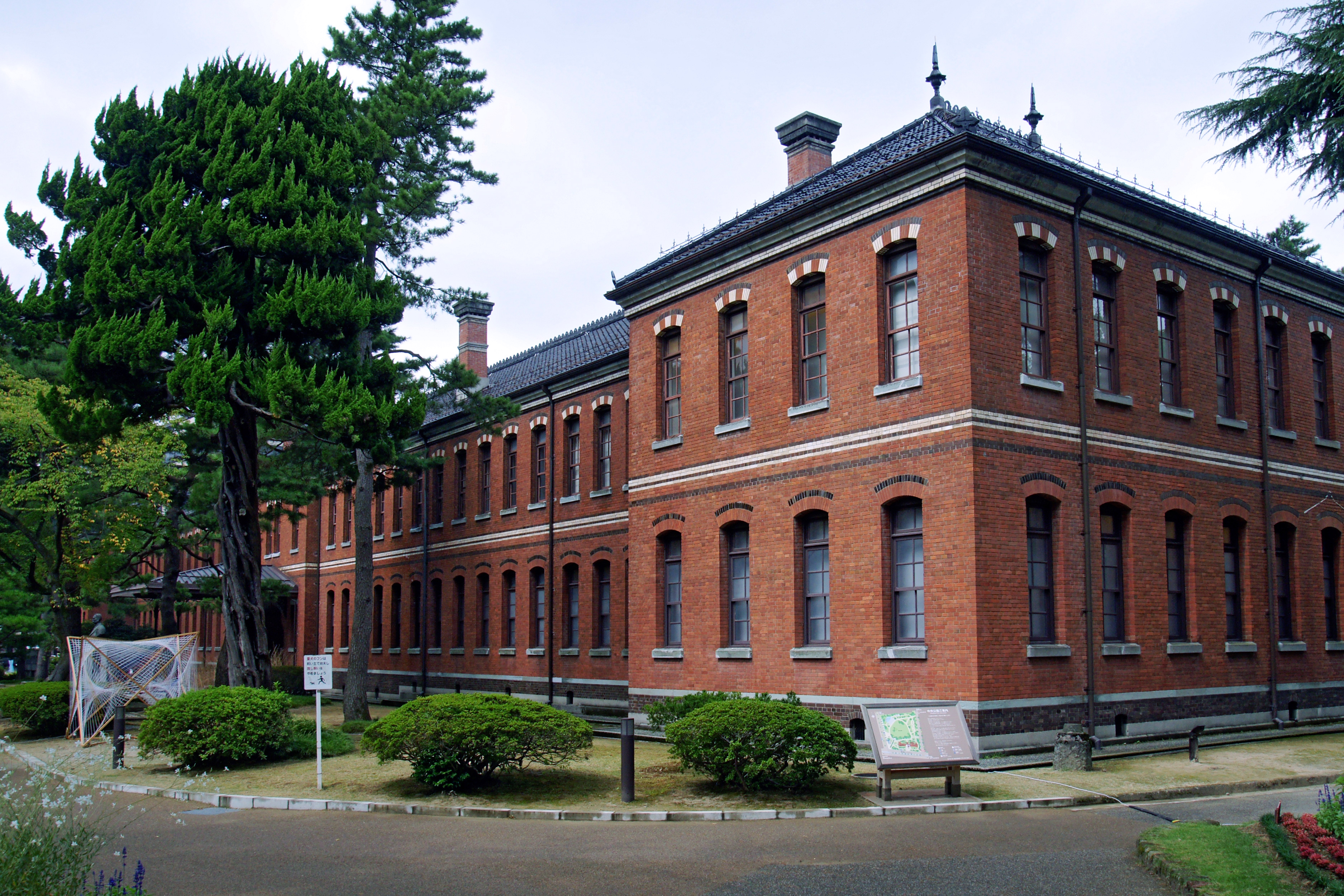
Lycée de Kanazawa
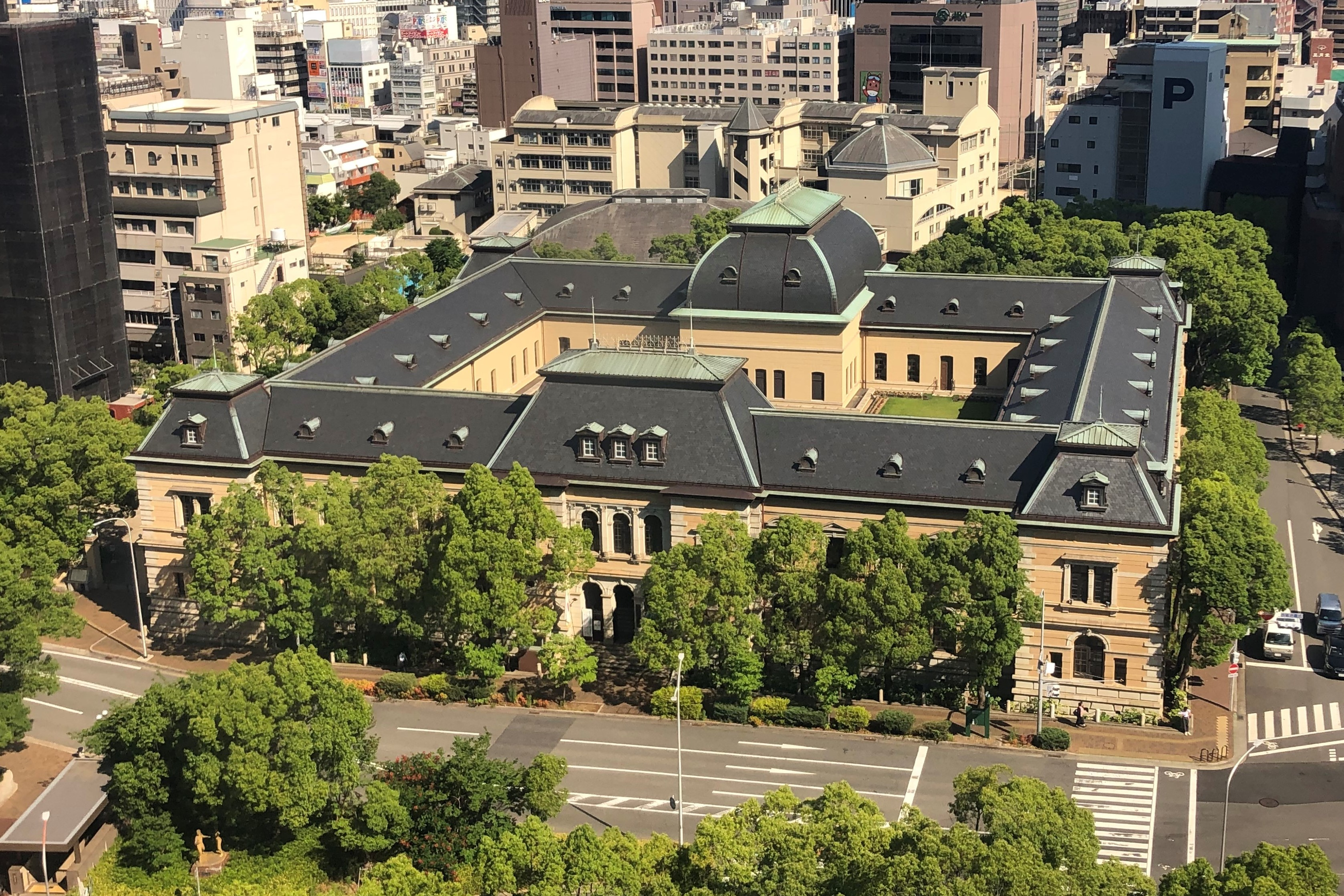
Ancien siège de la préfecture de Hyōgo.
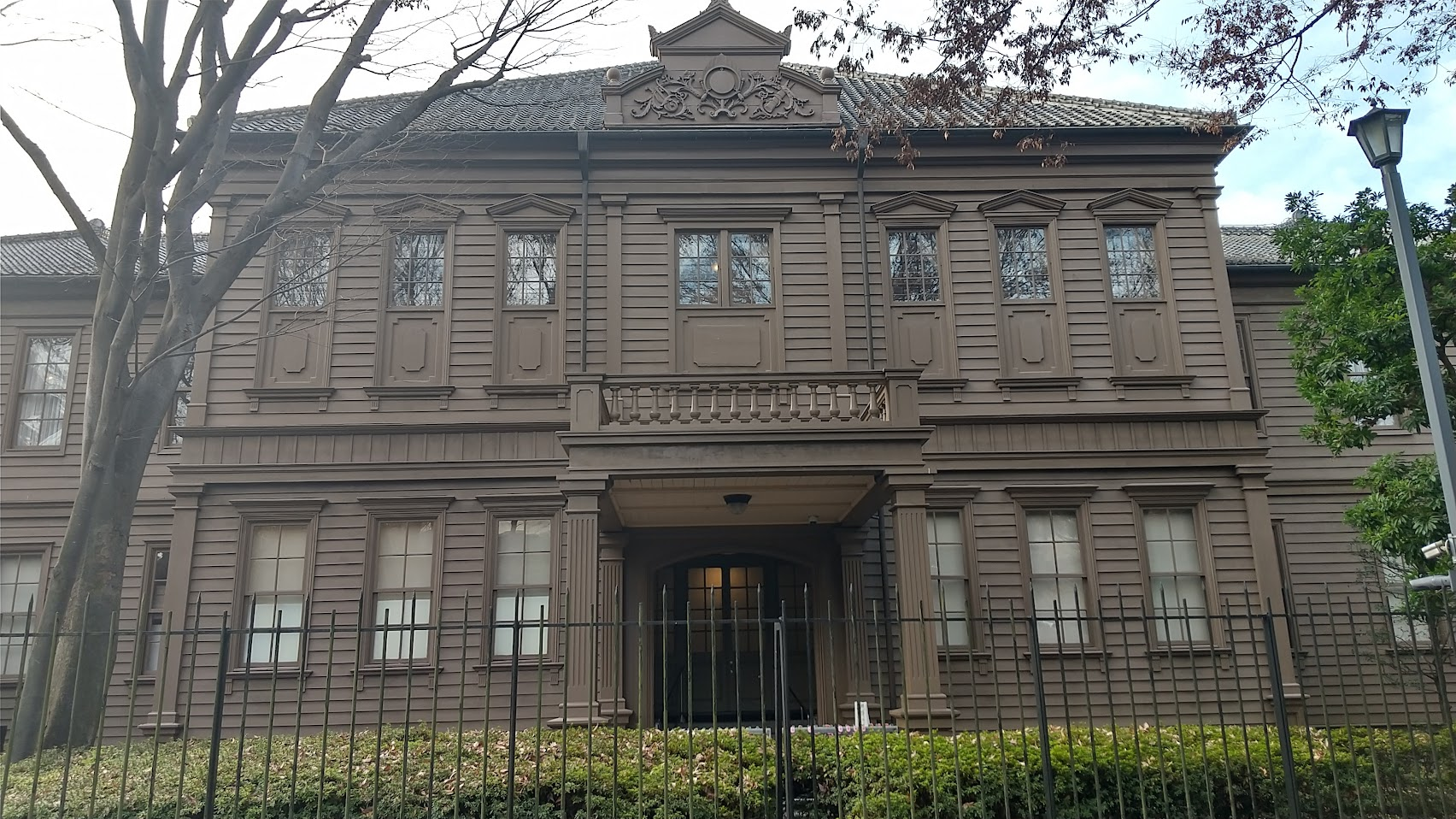
Façade du vieux Symphony Hall de l'Université des Arts de Tokyo.